# Amphitecna isthmica
Amphitecna isthmica (A.H.Gentry) A.H.Gentry, es una especie de pequeño árbol perteneciente a la familia de las bignoniáceas.

## Distribución geográfica
Se encuentra en Colombia, Costa Rica, y Panamá. Está tratado en peligro de extinción por pérdida de hábitat. 
La especie se extiende por Costa Rica hasta la región de Urabá del noroeste de Colombia. En Panamá, las subpoblaciones son pequeñas y dispersas, principalmente en los bosques húmedos en el lado del Pacífico, existen algunos procedentes de colecciones del Atlántico. En Costa Rica la población también se limitan en gran medida a la parte del Pacífico.

## Sinonimia
- Dendrosicus isthmicus A.H.Gentry[1]